# Ottilie von Baden
Ottilie von Baden (* 6. Juni 1470; † 1490), die Tochter von Markgraf Christoph I. und Ottilie von Katzenelnbogen, war eine badische Markgräfin und Äbtissin zu Pforzheim.
Siehe auch: Markgrafschaft Baden